# Optioservus ovalis
Optioservus ovalis är en skalbaggsart som först beskrevs av Leconte.  Optioservus ovalis ingår i släktet Optioservus och familjen bäckbaggar. Inga underarter finns listade i Catalogue of Life.